# Clã Minamoto
Minamoto (源) foi um dos sobrenomes honorários dados pelos imperadores do Período Heian (794–1185 A.D.) a seus filhos e netos que não fossem considerados elegíveis para o trono. Os Taira eram outro grande ramo da dinastia imperial. O clã Minamoto era também conhecido como Clã Genji (源氏), a partir de uma leitura alternativa dos kanji para Minamoto (gen) e uji, ou família (ji).
O primeiro imperador a conceder o sobrenome Minamoto foi o Imperador Saga. Posteriormente, Imperador Seiwa, Imperador Murakami, Imperador Uda e Imperador Daigo, entre outros, também deram aos seus filhos o nome Minamoto. Essas linhas hereditárias específicas advindas de diferentes imperadores originaram clãs específicos, referidos com o nome do imperador, seguido de Genji, e.g. Seiwa Genji. Segundo algumas fontes, o primeiro a receber o nome Minamoto foi Minamoto no Makoto, sétimo filho do Imperador Saga.
Os Minamoto foram um dos quatro grandes clãs que dominaram a política do Japão no Período Heian — os outros três eram os Fujiwara, os Taira e os Tachibana.

## Histórico

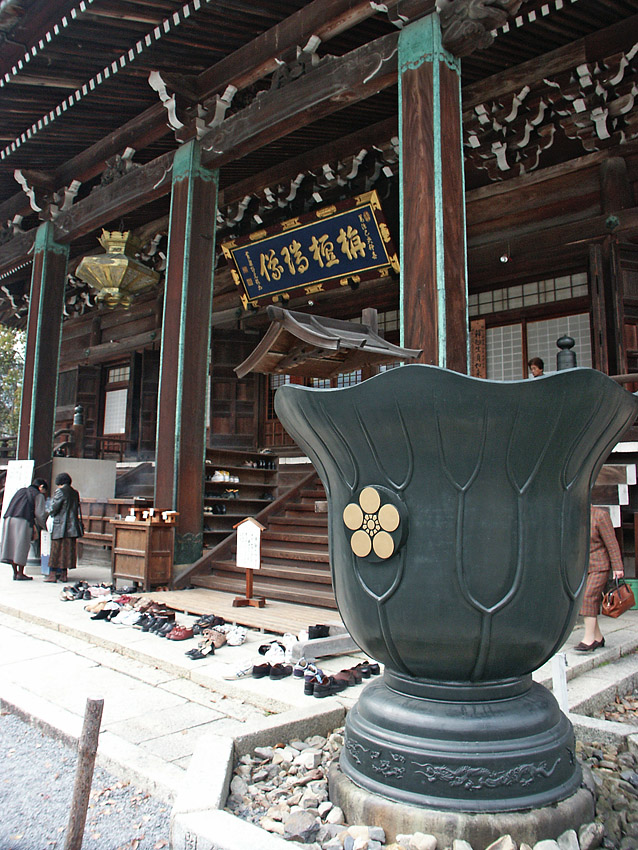
Seiryoji, um templo em Kyoto, foi anteriormente uma vila de Minamoto no Toru (d. 895), um membro proeminente dos Saga Genji.

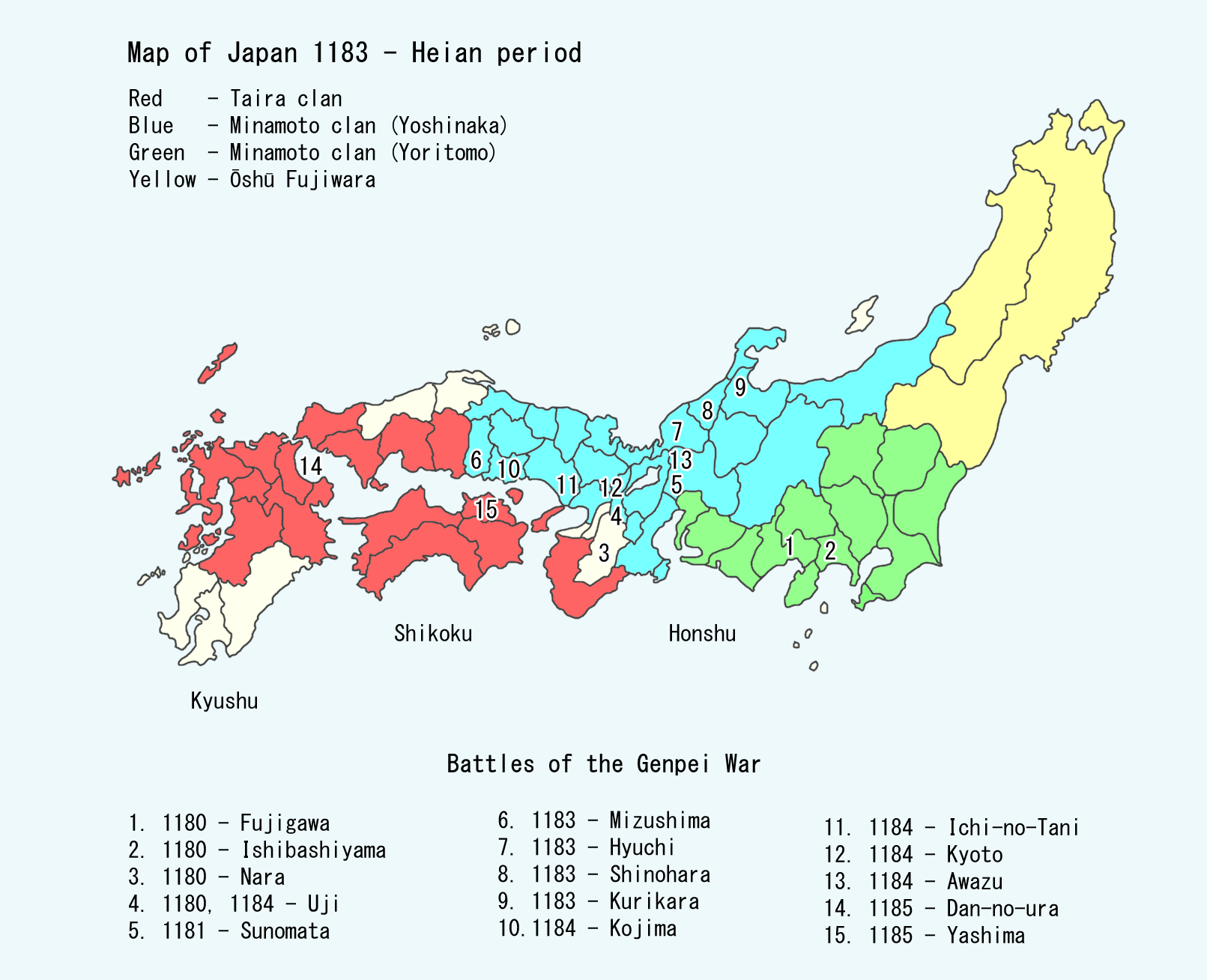
O domínio do clã Minamoto no Japão (1183)

Em 814, o Imperador Saga (reinado 809–823) concedeu o kabane Minamoto no Ason aos seus filhos não-herdeiros; então, eles e seus descendentes deixavam de pertencer à Família Imperial. Alguns imperadores posteriores também deram o nome Minamoto aos filhos não-herdeiros.
A mais proeminente das famílias Minamoto, Seiwa Genji, descendeu de Minamoto no Tsunemoto (917–961), um neto do 56º imperador Seiwa. Tsunemoto foi para as províncias e fundou uma grande dinastia guerreira. Minamoto no Mitsunaka (912–997) formou uma aliança com os Fujiwara. Depois disso, os Fujiwara frequentemente contaram com os Minamoto para restaurar a ordem na capital, Heian-Kyo (ou Kyoto.)
O filho mais velho de Mitsunaka, Minamoto no Yorimitsu (948–1021), se tornou protetor de Fujiwara no Michinaga; outro filho, Minamoto no Yorinobu (968–1048), suprimiu a rebelião de Taira no Tadatsune em 1032. O filho de Yorinobu, Minamoto no Yoriyoshi (998–1075), e o neto, Minamoto no Yoshiie (1039–1106), pacificaram a maior parte do nordeste do Japão entre 1051 e 1087.
As fortunas dos Seiwa Genji decaíram na Rebelião Hōgen (1156), quando os Taira executaram a maior parte da linhagem. Durante a Perturbação Heiji (1160), o líder dos Seiwa Genji, Minamoto no Yoshitomo, morreu em batalha. Taira no Kiyomori obteve poder em Kyoto forjando alianças com os imperadores aposentados Shirakawa e Toba e infiltrando o kuge. Ele mandou Minamoto no Yoritomo (1147–1199), terceiro filho de Minamoto no Yoshimoto dos Seiwa Genji, para o exílio. Em 1180, Yoritomo montou uma rebelião de grande escala contra o domínio dos Taira (a guerra Genpei ou Taira-Minamoto), culminando na destruição dos Taira e a subjugação do leste do Japão em cinco anos. Em 1192, ele recebeu o título shogun e criou o primeiro bakufu em Kamakura.
Assim, a linhagem dos Seiwa Genji provou ser a mais forte e dominante linhagem Minamoto durante o final do Período Heian, com Minamoto no Yoritomo formando o Xogunato Kamakura e se tornando xogun em 1192. E igualmente, é da linha dos Seiwa Genji que os clãs posteriores Ashikaga (fundadores do xogunato Ashikaga), Nitta e Takeda se originaram.
O protagonista do romance japonês clássico Genji Monogatari, Hikaru no Genji, recebeu o nome Minamoto por razoes políticas por seu pai, o imperador, e foi delegado para vida civil e uma carreira como oficial imperial.
A Guerra Genpei é também o tema do épico Heike Monogatari (O Conto dos Heike).

## Ramos do clã Minamoto

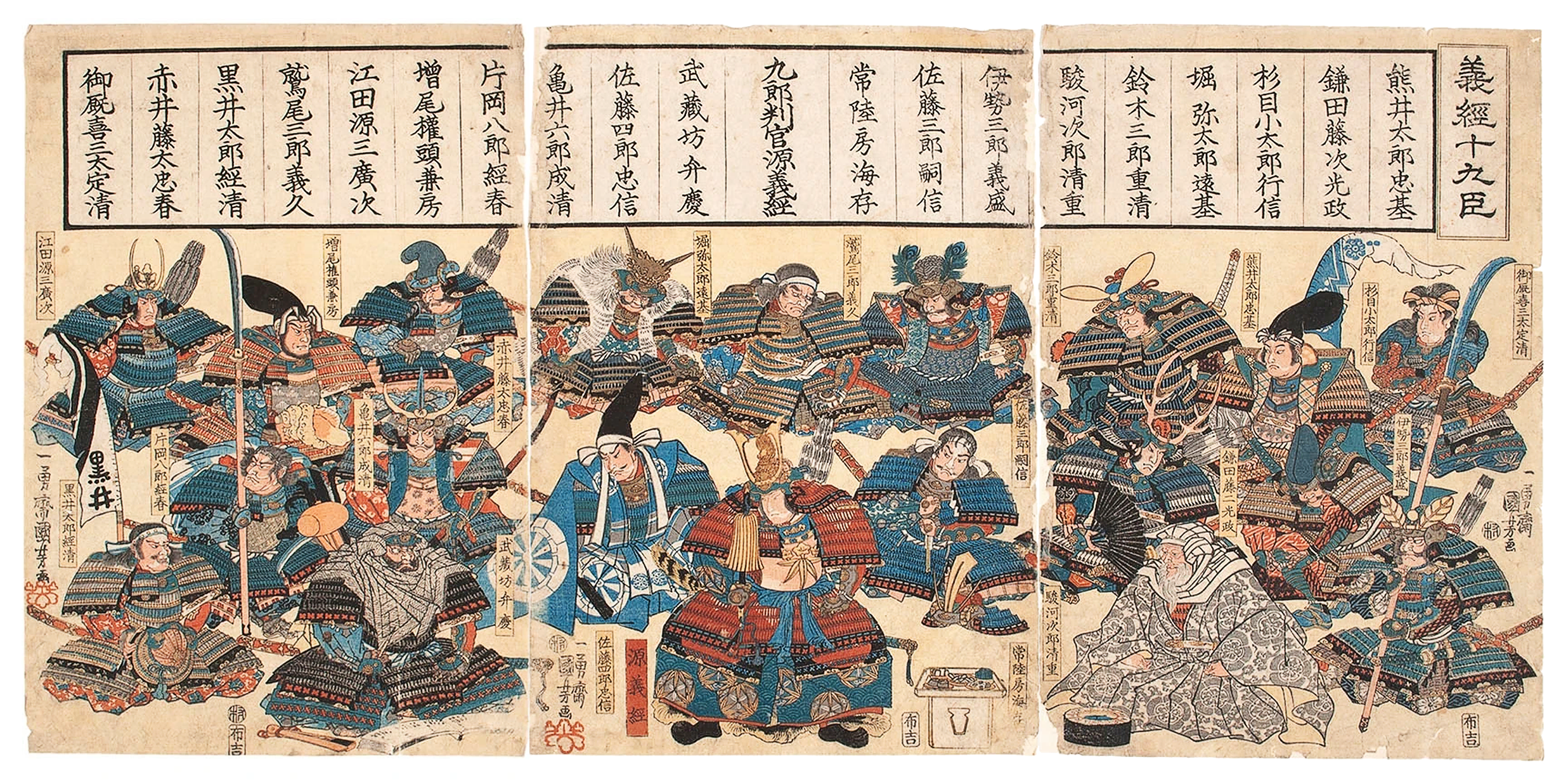
A genealogia do clã Minamoto, Ukiyo-e por Utagawa Kuniyoshi

### Saga Genji
A Saga Genji era formado por descendentes do Imperador Saga. Como Saga teve muitos filhos, e a muitos que estavam fora da linha de sucessão imperial foi concedido o título Minamoto. Entre eles, Makoto, Tokiwa e Tōru que assumiu o cargo Sadaijin; eles estavam entre os ramos mais poderosos na Corte Imperial no início do período Heian. Alguns dos descendentes de Tōru, formaram o Buke (Casa Marcial, samurai). Clãs, como o Watanabe, Matsura, e Kamachi descendem do Saga Genji.
Dentre os membros ilustres do Saga Genji e seus descendentes podemos incluir:
- Makoto (源 信, 810–868), sétimo filho do Imperador
- Hiromu (源弘, 812–863), oitavo filho do Imperador
  - Hitoshi, neto de Hiromu
- Tokiwa (源常, 812–854), filho do Imperador
  - Okoru, primeiro filho de Tokiwa
- Sadamu (源定, 815–863), filho do Imperador
  - Shitagō, bisneto de Sadamu
- Hiroshi, filho do Imperador
- Tōru (源融, 822–895), filho do Imperador
  - Anbō (nome secular Shitagō), bisneto de Tōru
  - Tsuna, tatara-tatara-neto de Tōru
    - Hisashi, neto de Tsuna

  - Koreshige, neto de Tōru
    - Mitsusue, tatara-tatara-neto de Koreshige
- Tsutomu (源勤, 824–881), filho do Imperador
- Hiraku (源啓, 829–869), filho do Imperador

A história registra que pelo menos três das filhas do Imperador Saga também se tornaram Minamoto ( Kiyohime, Sadahime e Yoshihime), mas apenas alguns registos relativos a suas filhas são conhecidos.

### Seiwa Genji
O Seiwa Genji ( 清和源氏 ) foi o ramo familiar mais bem sucedido e poderoso do Clã Minamoto. Eram descendentes diretos do Imperador Seiwa (850—881).

Minamoto no Tsunemoto era filho do Príncipe Sadazumi e neto do Imperador Seiwa
- O filho de Minamoto no Tsunemoto era Minamoto no Mitsunaka (912-997?), que teve três filhos:
  - Yorimitsu (944-1021), filho de Mitsunaka e ancestral dos Settsu Genji (também conhecidos como Tada Genji)
  - Yorichika (b. 954), filho de Mitsunaka e ancestral dos Yamato Genji
  - Yorinobu (968-1048), filho de Mitsunaka e ancestral dos Kawachi Genji
    - Yorimasa (1104-1180), um tataraneto de Yorimitsu.(Settsu Genji)
      - Yoriyoshi (998-1082?), filho de Yorinobu
        - Yoshiie (1041-1108), filho de Yoriyoshi
        - Yoshitsuna (d. 1134), filho de Yoriyoshi
        - Yoshimitsu (1045-1127), filho de Yoriyoshi e ancestral das famílias Satake, Hiraga e Takeda
          - Tameyoshi (1096-1156), neto de Yoshiie.
          - Yoshikuni (1082-1155), filho de Yoshiie e ancestral das famílias Ashikaga e Nitta
            - Yoshitomo (1123-1160), filho de Tameyoshi
            - Yoshikata (？-1155), filho de Tameyoshi
            - Tametomo (1139-1170), filho de Tameyoshi
            - Yukiie (d. 1186), filho de Tameyoshi
              - Yoshinaka (1154-1184), filho de Yoshikata
              - Yoritomo (1147-1199), filho de Yoshitomo e o primeiro Shōgun Kamakura
              - Yoshitsune (1159-1189), filho de Yoshitomo e um dos samurais mais famosos de todos os tempos.
              - Noriyori, filho de Yoshitomo

### Uda Genji
O Ud Genji é um ramo do Clã Minamoto constituído pelos descendentes do Imperador Uda.
```
 
Imperador Uda
(867-931)
 ┃
 
Príncipe Atsumi
(893-967)
 ┃
 
Minamoto no Masanobu
(920-993) 
{
Ōmi Genji
}

 ┃
 
Sukenori
(951-998)
 ┃
 
Nariyori
(976-1003)
 ┃
 
Yoshitsune
(1000-1058)
 ┃
 
Tsunekata

 ┃
 
Tametoshi

 ┃
 
Sasaki Hideyoshi
(1112–1184)
 ┣━━━━━━┳━━━━━━━┳━━━━━━━┳━━━━━┓
 
Sadatsuna
 
Tsunetaka
 
Moritsuna
 
Takatsuna
 
Yoshikiyo
 
{
Izumo Genji
}

 ┏━━━━━━┳━━━━━┳━━━━━┫ ┃ ┃ ┃ ┣━━━━━┓

Hirotsuna
 
Sadashige
 
Hirosada
 
Nobutsuna
 
Takashige
 
Clã Kaji
 
Shigetuna
 
Masayoshi
 
Yasukiyo

 ┏━━━━━━┳━━━━━━━━━━━╋━━━━━━━━┓ ┏━━━━━┳━━━━━┫

Clã Ohara
　
Clã Takashima
 
Clã Rokkaku
 
Clã Kyōgoku
 
Yoriyasu
 
Yoshiyasu
　
Muneyasu

 ┃ ┃ ┃ 
 
 
Clã Enya
 
Clã Toda
 
Clã Takaoka
```

### Gosanjo Genji
O Gosanjo Genji é um ramo do Clã Minamoto constituído pelos descendentes do Imperador Go-Sanjo.
```
 
Imperador Go-Sanjo
 (1034 — 1073)
 ┏━━━━━━━━━━━╋━━━━━━━━━━━━━━━━━━━━━━━━━┓
 
Shirakawa
 
Sanehito
 
Sukehito

 ┏━━━━┳━━━━━━╋━━━━━━┳━━━━━┳━━━━━━┓ ┃
 
Atsufumi
 
Kakugyōhō
 
Horikawa
 
Kakuhōho
 
Kiyoehō
 
Gyōkei
 
Arihito

 ┏━━━━━━╋━━━━━━┓ ┃
 
Toba
 
Saikumohō
 
Tomoaki
 
Onin

 ┏━━━━╋━━━━━━┳━━━━━━┓
 
Sutoku
 
Toshiko
 
Michihito
 
Kimihito
```